# 中村良謙
中村 良謙（なかむら よしかね / りょうけん、1844年11月17日（弘化元年10月8日）- 1921年（大正10年）11月6日）は、明治から大正期の実業家、政治家。貴族院多額納税者議員、佐賀県藤津郡七浦村名誉職村長。幼名・與（与）一郎。

## 経歴
肥前国藤津郡音成村（佐賀県藤津郡七浦村音成を経て現鹿島市音成）で、鹿島藩士・中村良晴の息子として生まれる。12歳で鹿島藩校弘文館に入学。その後、諫早の蓮池良山、佐賀藩校弘道館で学んだ。天保13年（1842年）から鹿島藩の財産均等政策の影響を受けて家産に打撃を受けたが、業務に精励し質素倹約に努めた結果、家産の回復を果たした。
1889年（明治22年）6月、七浦村名誉村長に就任。佐賀県金庫出納役、徴兵参事員、県道開鑿委員などを務め、1892年（明治25年）1月、鹿島銀行頭取に就任した。
1895年（明治28年）貴族院多額納税者議員補欠選挙で佐賀県多額納税者として互選され、同年2月26日に就任し、1897年（明治30年）9月28日の任期満了まで1期在任した。